# Tsjalakovi
Tsjalakovi (Bulgaars: Чалъкови) is een dorp in Bulgarije. Het dorp is gelegen in de gemeente Rakovski, oblast Plovdiv. Het dorp ligt hemelsbreed 21 kilometer ten noordoosten van Plovdiv en 150 kilometer ten zuidoosten van Sofia.

## Bevolking
Op 31 december 2020 telde het dorp Tsjalakovi 1.953 inwoners. Het aantal inwoners is al decennialang stabiel en schommelt rond de 1.800 en 2.100 personen.
|  |

In het dorp wonen voornamelijk etnische Bulgaren. In de optionele volkstelling van 2011 identificeerden 1.748 van de 1.893 ondervraagden zichzelf als etnische Bulgaren, oftewel 92,3%. Het overige deel van de bevolking bestond vooral uit etnische Roma.
| Etnische samenstelling van de respondenten (2011) | Etnische samenstelling van de respondenten (2011) | Etnische samenstelling van de respondenten (2011) | Etnische samenstelling van de respondenten (2011) | Etnische samenstelling van de respondenten (2011) |
| ------------------------------------------------- | ------------------------------------------------- | ------------------------------------------------- | ------------------------------------------------- | ------------------------------------------------- |
|                                                   |                                                   |                                                   |                                                   |                                                   |
| Bulgaren                                          | Bulgaren                                          |                                                   | 92,3%                                             | 92,3%                                             |
| Turken                                            | Turken                                            |                                                   | 0,3%                                              | 0,3%                                              |
| Roma                                              | Roma                                              |                                                   | 7,4%                                              | 7,4%                                              |
| Anders/Onbekend                                   | Anders/Onbekend                                   |                                                   | 0,0%                                              | 0,0%                                              |